# Philodromus emarginatus lusitanicus
Philodromus emarginatus là một phân loài nhện trong họ Philodromidae.
Loài này thuộc chi Philodromus. Philodromus emarginatus lusitanicus được Wladislaus Kulczynski miêu tả năm 1911.